# 8月

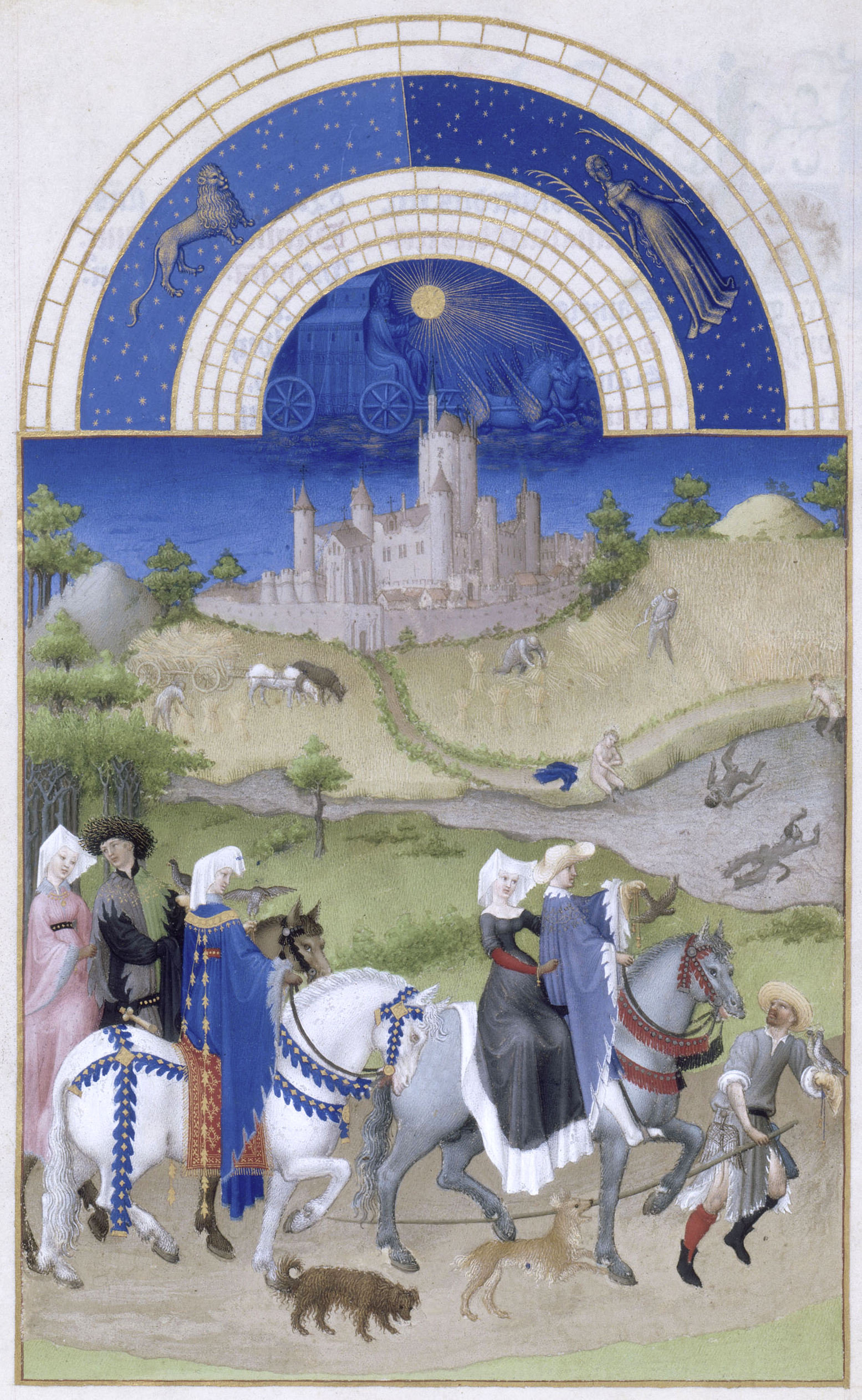
『ベリー公のいとも豪華なる時祷書』より8月

8月（はちがつ）は、グレゴリオ暦で年の第8の月に当たり、31日間ある。
日本では、旧暦8月を葉月（はづき）と呼び、現在では新暦8月の別名としても用いる。葉月の由来は諸説ある。木の葉が紅葉して落ちる月「葉落ち月」「葉月」であるという説が有名である。他には、稲の穂が張る「穂張り月（ほはりづき）」という説や、雁が初めて来る「初来月（はつきづき）」という説、南方からの台風が多く来る「南風月（はえづき）」という説などがある。また、「月見月（つきみづき）」の別名もある。
北海道アイヌ語旭川方言では、8月を「夜に水浴びをする月」を意味するクンネスシチュㇷ゚（アイヌ語: kunne susi cup）と呼ぶ。
英語名 August は、ローマ皇帝アウグストゥスに由来する。アウグストゥスは紀元前1世紀、誤って運用されていたユリウス暦の運用を修正するとともに、8月の名称を「6番目の月」を意味する Sextilis から自分の名に変更した。よく見かけられる通説に、彼がそれまで30日であった8月の日数を31日に増やし、その分を2月の日数から減らしたため2月の日数が28日となったというものがある。これは11世紀の学者ヨハネス・ド・サクロボスコが提唱したものであり、8月の名称変更以前からすでに2月は短く、8月は長かった事を示す文献が複数発見されているため、この通説は現在では否定されている（詳細はユリウス暦を参照）。
閏年の場合、8月はその年の2月と同じ曜日で始まる。

## 異名
- あきかぜづき（秋風月）
- かりきづき（雁来月）
- かんげつ（観月）
- けんゆうげつ（建酉月）
- こぞめつき（木染月）
- そうげつ（壮月）
- ちくしゅん（竹春）
- ちゅうしゅう（仲秋）
- つきみつき（月見月）
- つばめさりづき（燕去月）
- はづき（葉月）
- べにそめづき（紅染月）

## 8月の年中行事
- 8月1日 - 教祖祭PL花火芸術（大阪府富田林市）
- 8月2日から7日 - 青森ねぶた祭り
- 8月3日から6日 - 竿燈まつり（秋田市）
- 8月5日から8月7日 - 山形花笠まつり（山形市）
- 8月6日から8月8日 - 仙台七夕
- 8月6日 - 広島原爆の日（日本）
- 8月9日 - 長崎原爆の日（日本）
- 8月9日から12日 - よさこい祭り（高知市）
- 8月11日 - 山の日（日本）
- 8月12日から8月15日 - 阿波踊り（徳島市）
- 8月13日から8月16日 - 郡上おどり（郡上市）
- 8月15日 - 終戦の日（日本）
- 8月15日 - お盆（日本）
- 8月第1土曜日・日曜日 - 狭山入間川七夕まつり（日本）
- 8月第1土曜日・日曜日 - おかやま桃太郎まつり・うらじゃ演舞（岡山市）
- 8月第4土曜日 - 全国花火競技大会・大曲の花火（秋田県大仙市大曲）
- 8月第1土曜日 - 花火大会 全国約50ヶ所で開催。
- 8月末 - にっぽんど真ん中祭り（名古屋市、春日井市、安城市）
- 8月中旬から下旬 - JAPAN TENT（石川県金沢市）

## 8月に行われるスポーツ
- 上旬から下旬 - 全国高等学校野球選手権大会（阪神甲子園球場）
- 上旬から下旬 - 全国高等学校総合体育大会
- 中旬から下旬 - 全国中学校体育大会
- 第3日曜もしくは第4日曜 - 鈴鹿10時間耐久レース（モータースポーツ 鈴鹿サーキット）
- 下旬 - ザ・ツアーチャンピオンシップ（ゴルフ）
- 最終月曜日から2週間 - 全米オープン（テニス アメリカ・ニューヨーク市フラッシング・メドウズ・コロナ・パーク）

## 8月がテーマの楽曲
- 八月の詩（歌：サザンオールスターズ）
- 消えた八月（作詞：栄谷温子、作曲：黒澤吉徳、原爆投下をモチーフにした混声合唱曲）
- 君よ八月に熱くなれ（作詞：阿久悠、作曲：中田喜直、高校野球を象徴する歌）
- 去年は、8月だった （歌：今井美樹）
- 8月のセレナーデ （歌：スガシカオ）
- 8月のクリスマス （歌：山崎まさよし、同名映画『8月のクリスマス』主題歌）
- 8月の日時計（歌:松任谷由実）
- 8月… （歌：工藤静香）
- 八月の恋 （歌：森高千里）
- 八月の歌 （歌：浜田省吾）
- 八月の憂鬱（歌:MASCHERA）
- 寒い8月（歌：城之内早苗）
- 8月の長い夜（歌：TM NETWORK）
- 8月最初の水曜日（歌：渡辺満里奈）
- 8月の砂時計（歌：野田幹子）
- サヨナラは八月のララバイ（歌：吉川晃司）
- 八月の鯨（歌：The Gospellers）
- 八月の濡れた砂（歌：石川セリ、同名映画の主題歌）
- Little Bird（歌：高橋洋子）
- 葉月の雨（歌：ゆず）
- 少年時代（歌：井上陽水、同名映画の主題歌）
- Shadow of Your Smile（歌：米川英之）
- August（歌：ノーナ・リーヴス）
- 八月の OCEAN ボーイ（歌：Small Boys）
- 八月の夜 （歌：GARNET CROW）
- 八月の夜 （歌：SILENT SIREN）
- 8月の駅 （歌：神聖かまってちゃん）
- 八月、某、月明かり （歌：ヨルシカ）
- 八月 （歌：Psychesia）

## その他
- 星座 - 獅子座（8月22日頃まで）、おとめ座（8月23日頃から）